# Kasa im. Józefa Mianowskiego

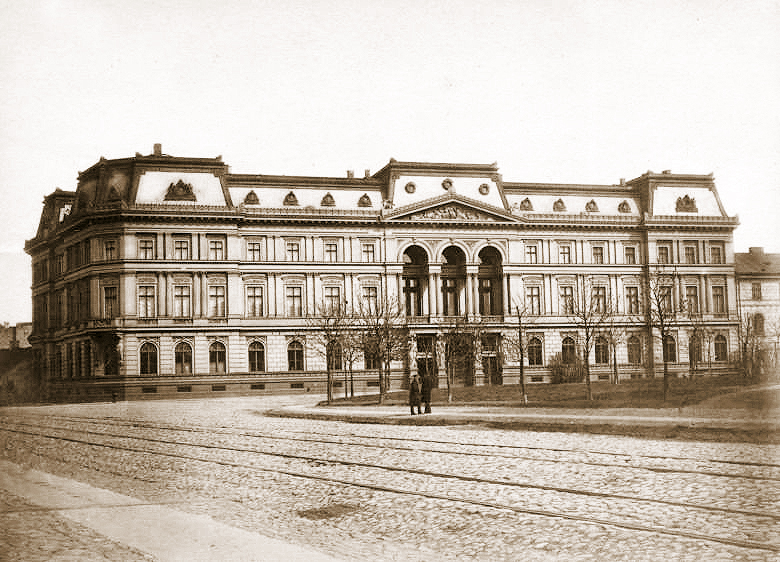
Pałac Kronenberga w Warszawie, pierwsza siedziba Kasy

Kasa im. Józefa Mianowskiego – Fundacja Popierania Nauki – największa i najważniejsza polska organizacja naukowa powstała w zaborze rosyjskim 12 lipca 1881, reaktywowana w 1991.

## Historia
Wśród czterdziestu pięciu pierwotnych założycieli Kasy znaleźli się m.in.: Jerzy Aleksandrowicz, Ignacy Baranowski, Eugeniusz Dziewulski, Aleksander Głowacki (Bolesław Prus), Władysław Holewiński, Józef Kirszrot-Prawnicki, Aleksander Kraushar, Stanisław Leopold Kronenberg, Jakub Natanson, Józef Kazimierz Plebański, Stanisław Przystański, Henryk Sienkiewicz, Antoni Ślósarski, Karol Strasburger, Filip Sulimierski, August Wrześniowski i Bronisław Znatowicz.
6 października 1881 powołano Komitet zarządzający Kasą, na którego czele stanął dr Tytus Chałubiński – były profesor warszawskiej Akademii Medyko-Chirurgicznej i Szkoły Głównej. Wiceprezesem został Stanisław Kronenberg – finansista i mecenas nauk, jeden z najbogatszych ludzi w ówczesnym zaborze rosyjskim. Kasjerem (skarbnikiem) Kasy wybrano Karola Deikego – finansistę, prezesa Banku Handlowego w Warszawie. Sekretarzem Komitetu Kasy został lekarz społecznik Karol Dobrski. Pozostałymi członkami Komitetu wybrano: Piotra Chmielowskiego, Mścisława Godlewskiego, Władysława Holewińskiego, Jakuba Natansona, Józefa Eryka Natansona, Henryka Sienkiewicza, Franciszka Śliwickiego, Henryka Struve i Filipa Sulimierskiego. Wszyscy członkowie Komitetu związani byli w przeszłości ze Szkołą Główną.
Instytucja ta już w XIX w. stała się największą polską organizacją wspomagającą badania i wydawnictwa naukowe. W pewnym okresie, tuż przed wybuchem I wojny światowej, dzięki zapisom polskiego geologa Witolda Zglenickiego dysponowała tak wielkimi funduszami, że nie mogła ich wydać. Kasa im. Józefa Mianowskiego, funkcjonująca w okresie II Rzeczypospolitej jako Instytut Popierania Nauki, dezaktywowana została 31 grudnia 1952 wraz z Towarzystwem Naukowym Warszawskim.
Aktem notarialnym z dnia 20 maja 1991 Kasa im. Józefa Mianowskiego została reaktywowana jako Fundacja Popierania Nauki. 11 października tego samego roku wpisana została do rejestru fundacji decyzją Sądu Rejonowego dla m. st. Warszawy.
Organem Kasy jest rocznik Nauka Polska. Jej Potrzeby, Organizacja i Rozwój.

## Siedziba
Siedziba Kasy początkowo mieściła się w pałacu Kronenberga, następnie w Pałacu Staszica (od 1924).

## Prezesi Kasy im. Józefa Mianowskiego
- Tytus Chałubiński (1881–1885)
- Stanisław Leopold Kronenberg (1886–1887)
- Ignacy Baranowski (1887–1893)
- Antoni Okolski (1894–1897)
- Henryk Struve (1898–1900)
- Władysław Holewiński (1901)
- Henryk Struve (1902–1903)
- Władysław Holewiński (1904)
- Konrad Dobrski (1905–1914)
- Feliks Kucharzewski (1915–1920)
- Karol Lutostański (1921–1939)
- Franciszek Czubalski (1945–1947)
- Stanisław Małkowski (1947–1949)
- Władysław Findeisen (1991–2009)
- Leszek Zasztowt (od 2010)